# AIDAblu
Le MS AIDAblu est un navire de croisière appartenant à la compagnie allemande Aida Cruises. Il est le sister-ship de l’AIDAdiva et de l’AIDAluna.

## Histoire
Le paquebot appartient à une série de 5 paquebot commandés par Aida Cruises.